# Capayán
Capayana (Capayanes), pleme ili skupina plemena porodice diaguitan, koji su u domorodačko vrijeme živjeli na području provincija San Juan i osobito uz rijeku río Jachal u provincijama La Rioja i Catamarca. Sjeverni susjedi bili su im Diaguita, i na jugu Huarpe. 
Capayane su bili vješti graditelji. Kuće su gradili ćerpiča (adobe) a kanali za navodnjavanje polja na kojima su uzgajali kukuruz, tikve i druge kulture, znali su biti duži i od 12 kilometara. 
Nestali su krajem 18. stoljeća.